# 堀口ひかる
堀口 ひかる（ほりぐち ひかる、1989年11月2日 - ）は、日本の女優、モデルである。奈良県出身。ブルーベアハウス所属。身長166cm。

## 来歴
- 2006年、関西を中心にモデルデビュー。
- 2009年よりタレントとしても活動を開始。
- 2010年、第1回ミスヤングチャンピオンファイナリスト。
- 2013年にアサヒビールイメージガールを務める。
- 2014年、女優デビュー。
- 2016年12月16日、AbemaTV「美女ランチ」内で一般社団法人全国丼連盟の初代“丼クィーン”に任命される。

## 出演

### 映画
- 黄金を抱いて翔べ（2012年）
- 呪怨 -ザ・ファイナル-（2015年） - バスローブ姿の女 役
- リアル鬼ごっこ（2015年） - 智子(婦人警官)役
- 団地（2016年） - 真城の妻 役
- 全員、片想い（2016年） - 木谷美樹 役
- 漫画誕生（2019年） - 初音 役

### テレビドラマ
- ダークスーツ（2014年11月 - 12月、NHK総合） - 渕上洋子役
- 医師たちの恋愛事情（2015年4月 - 6月、フジテレビ） - 美山涼子役
- オトナ女子（2015年10月 - 12月、フジテレビ） - 遠藤玲奈役
- 臨床犯罪学者 火村英生の推理（2016年1月 - 3月、日本テレビ） - 松野貴子役
- 警視庁捜査一課9係 season11（2016年4月 - 6月、テレビ朝日） 最終話 - 片山亜津美役
- 運命に、似た恋（2016年9月 - 11月、NHK総合）
- Chef〜三ツ星の給食〜（2016年10月 - 12月、フジテレビ） - 緒方聡美役

### 舞台
- 自慢の男（2017年2月/演劇集団バックドア） - 桂ともえ役

### 情報・バラエティ番組
- ゆうドキッ!（奈良テレビ 、2010年度金曜リポーター）
- 堺日和（関西テレビ、2010年-2011年レギュラー）
- 雨上がりのやまとナゼ?しこ（朝日放送、2011年）
- どっキング48（関西テレビ、2011年）
- 性格ミエル研究所（フジテレビ、2015年6月17日）
- 美女ランチ（AbemaTV、2016年12月12日 - 12月16日）

### CM
- 芝政ワールド（2009年）
- 三ツ矢サイダー（2010年）
- 京都アバンティ（2012年）
- すぐ婚navi「巻き戻し篇」（2015年12月 - ）

### 広告
- ミズノ
- コンバース
- ムラサキスポーツ
- パナソニック
- ジョイフル恵利
- スタジオアリス

### 雑誌
- 「ヤングチャンピオン」2010年ミスヤングチャンピオンファイナリスト
- 「Fine」2012年専属モデル
- 東京カレンダー（2014年）
- フォトテクニックデジタル（2015年）
- CAPA（2015年）
- 「TVステーション」（2016年）

### ショー
- ANAクラウンプラザホテル
- ムラサキスポーツ水着コレクション
- 資生堂メイクショー
- イリスインワンダーランド
- エスタシオン・デ・神戸
- Fine Beach Festival'12「Billabong」×「Venus Veil」ファッションショー
- 神戸ブライダル
- 明石被服興業
- 京むらさき